# Kilwa Masoko
Kilwa Masoko is een havenstad in het oosten van Tanzania aan de Indische Oceaan. Het heeft anno 2006 ongeveer 14.000 inwoners. De stad is ontstaan uit een klein vissersdorpje na de Tweede Wereldoorlog. De stad wordt meer en meer een grote havenstad door de groeiende visafslag. De stad profiteert ook door de ligging tussen de twee grote steden, Dar es Salaam en Lindi.